# Progomphus abbreviatus
Progomphus abbreviatus – gatunek ważki z rodziny gadziogłówkowatych (Gomphidae). Występuje na terenie Ameryki Południowej.